# Armor for Sleep
Armor for Sleep est un groupe de rock américain, originaire du New Jersey. Il est formé en 2001 et séparé en 2009. La dernière formation comprenait le guitariste Ben Jorgensen, le guitariste PJ DeCicco, le bassiste Anthony DiIonno, et le batteur Nash Breen. Après une première démo, le groupe signe avec le label indépendant Equal Vision Records, et publie les albums-concept Dream to Make Believe (2003) et What to Do When You Are Dead (2005). L'année suivante, désormais chez Sire Records/Warner Bros., le groupe publie son dernier album, Smile for Them (2007).
Pendant son existence, le groupe est renommé pour son mélange de rock alternatif à de l'emo et dream pop atmosphérique,,.

## Biographie
Armor for Sleep est formé par Ben Jorgensen en 2001 dans le New Jersey. Nash Breen et Peter James « PJ » DeCicco se joignent plus tard au groupe après la séparation du groupe Prevent Falls. Jorgensen explique que le nom vient de ses premières expériences musicales, à une période durant laquelle il n'arrivait pas à dormir. Ben enregistre des démos de morceaux qui seront réédités pour leur premier album, Dream to Make Believe. Ces démos circuleront sur Internet, permettant au groupe de se faire une certaine notoriété
Armor for Sleep signe à l'origine au label Equal Vision Records, où ils publient deux albums, Dream to Make Believe en 2003, What to Do When You Are Dead en 2005. Le groupe signe à Warner Brothers/Sire Records en 2006, à une période durant laquelle ils voulaient changer. Un remix de leur morceau Remmeber to Feel Real par Machine Shop est inclus sur la bande son du film Snakes on a Plane en août 2006. L'année suivante, le groupe enregistre un morceau, End of the World, pour le film Transformers sorti en 2007.
Armor for Sleep  publie son troisième album, Smile for Them, le 30 octobre 2007. Le 20 août 2008, le groupe annonce un EP intitulé The Way Out Is Broken.
Le 28 octobre 2009, ils annoncent leur séparation officielle. Ben Jorgensen publiera que c'était inévitable.
Le groupe se réunit en 2012 au Bamboozle Festival dans le New Jersey. Le 20 juillet 2015, le groupe annonce une tournée de 10 dates en l'honneur du 10e anniversaire de What To Do When You Are Dead.

## Membres
- Ben Jorgensen - chant, guitare rythmique, parolier, piano
- PJ DeCicco - guitare solo
- Anthony DiIonno - basse, chœurs
- Nash Breen - batterie, percussions

## Discographie

### Albums studio
| Year                                 | Détails                                                                                | Meilleure position | Meilleure position | Meilleure position |
| Year                                 | Détails                                                                                | US                 | US Indie           | US Heat.           |
| ------------------------------------ | -------------------------------------------------------------------------------------- | ------------------ | ------------------ | ------------------ |
| 2003                                 | Dream to Make Believe - Sortie : 3 juin 2003 - Label : Equal Vision Records            | —                  | —                  | —                  |
| 2005                                 | What to Do When You are Dead - Sortie : 22 février 2005 - Label : Equal Vision Records | 101                | 8                  | 1                  |
| 2007                                 | Smile for Them - Sortie : 30 octobre 2007 - Label : Sire                               | 93                 | —                  | —                  |
| a "—" denotes an album did not chart |                                                                                        |                    |                    |                    |

### EP
| Year | EP details                                                       |
| ---- | ---------------------------------------------------------------- |
| 2008 | The Way Out Is Broken - Sortie : 9 septembre 2008 - Label : Sire |

### Compilation
| Année | Titre                                 | Album                                             |
| ----- | ------------------------------------- | ------------------------------------------------- |
| 2005  | Very Invisible                        | Masters of Horror Soundtrack                      |
| 2006  | Today (reprise des Smashing Pumpkins) | The Killer in You: A Tribute to Smashing Pumpkins |